# Capsodes gothicus
Capsodes gothicus es una especie de chinche de las plantas de la familia Miridae, subfamilia Mirinae.  

## Distribución
Se distribuye por Europa.